# John Bowlby
Edward John Mostyn Bowlby (Londres, 26 de fevereiro de 1907 — Ilha de Skye, 2 de setembro de 1990) foi um psicólogo, psiquiatra e psicanalista britânico, notável por seu interesse no desenvolvimento infantil e por seu trabalho pioneiro na teoria do apego.

## Vida pessoal
Bowlby nasceu em Londres em uma família de classe média-alta. Ele foi o quarto de seis filhos e foi criado por uma babá à moda britânica de sua classe social na época. Seu pai, Sir Anthony Alfred Bowlby, primeiro baronete, era cirurgião da Casa Real.
Normalmente, Bowlby via sua mãe apenas uma hora por dia após a hora do chá, embora durante o verão ela fosse mais disponível. Como muitas outras mães de sua classe social, ela considerava que a atenção e a afeição dos pais levariam à deterioração perigosa das crianças. Bowlby teve sorte pois a babá de sua família esteve presente por toda sua infância. Quando Bowlby tinha quase quatro anos de idade, sua amada babá, que foi sua primeira cuidadora principal em seus primeiros anos, deixou a família. Mais tarde, ele descreveu este acontecimento tão trágico como a perda de uma mãe.
Aos sete anos ele foi mandado para um internato, como era comum a garotos de seu status social. Em sua obra Separação: Ansiedade e Raiva, ele revelou que ele considerava esta uma época terrível. Mais tarde, ele disse, "eu não mandaria um cão para um internato aos sete anos ". Por causa desta experiência quando criança, ele exibiria sensibilidade ao sofrimento das crianças por toda sua vida. No entanto, Bowlby considerada os colégios internos adequados para crianças de oito anos ou mais, e escreveu, "se a criança é desajustada, pode ser útil para ela ser afastada por uma parte do ano das tensões que produziram suas dificuldades, e se o lar é ruim de outras maneiras, o mesmo é válido. O internato tem a vantagem de preservar os laços importantes da criança em sua casa, mesmo que de forma pouca atenuada, e, uma vez que faz parte do padrão social comum da maioria das comunidades ocidentais atuais [1951], a criança que vai para o colégio interno não se sentirá diferente das outras crianças. Além disso, ao aliviar os pais das crianças por uma parte do ano, será possível para alguns deles desenvolver atitudes mais favoráveis em relação a seus filhos durante o restante do ano."
Ele se casou com Ursula Longstaff, filha de um cirurgião, em 16 de abril de 1938, e eles tiveram quatro filhos, incluindo Sir Richard Bowlby, que sucedeu seu tio como terceiro baronete.
Bowlby morreu em sua casa de verão na Ilha de Skye, Escócia.

## Carreira
Bowlby estudou psicologia e ciências pré-clínicas no Trinity College em Cambridge, ganhando prêmios por desempenho intelectual notável. Depois de Cambridge, ele trabalhou com crianças delinquentes e desajustadas, na época com vinte e dois anos, fazendo residência no University College Hospital em Londres. Aos vinte e seis, ele se formou em medicina. Enquanto estava na escola de medicina, ele se matriculou no Instituto de Psicanálise. Após sua saída, ele se formou em psiquiatria adulta no Maudsley Hospital. Em 1937, aos 30 anos de idade, qualificou-se como psicanalista.
Durante a Segunda Guerra Mundial, ele foi tenente-coronel no Corpo Médico da Armada Real. Após a guerra, ele se tornou Diretor Substituto da Clínica Tavistock e, partir de 1950, Consultor de Saúde Mental da Organização Mundial da Saúde.
Por causa de seu trabalho anterior com crianças delinquentes e mal-adaptadas, ele se tornou interessado no desenvolvimento de crianças e começou a trabalhar na Child Guidance Clinic (Clínica de Orientação Pediátrica) em Londres. Este interesse foi, provavelmente, reforçado por uma variedade de eventos da guerra envolvendo a separação de crianças de seus familiares; estes incluindo o resgate de crianças judias pela Kindertransport (evacuação de crianças judaicas da Alemanha, Checoslováquia, Polónia e Cidade Livre de Danzig que decorreu entre 1938 e 1939), a evacuação de crianças de Londres para mantê-las a salvo de ataques aéreos, e o uso de grupos de berçários para permitir que as mães de crianças pequenas contribuíssem para o esforço de guerra. Bowlby estava interessado desde o início de sua carreira no problema da separação e no trabalho de Anna Freud e Dorothy Burlingham durante a guerra sobre desabrigados e de Rene Spitz sobre órfãos. Ao final da década de 1950, ele havia acumulado um corpo de trabalho teórico e observacional para indicar a importância fundamental do apego desde o nascimento para o desenvolvimento humano.
Bowlby estava interessado em descobrir os padrões reais de interação familiar envolvidos no desenvolvimento saudável bem como no patológico. Ele focou em como as dificuldades de apego eram transmitidas de uma geração à próxima. Em seu desenvolvimento da teoria do apego, ele propôs a ideia de que o comportamento de apego era, essencialmente, uma estratégia de sobrevivência evolutiva para proteger o recém-nascido de predadores. Mary Ainsworth, uma aluna de Bowlby, mais tarde ampliou e testou suas ideias, e fez, de fato, o papel principal ao sugerir a existência de vários estilos de apego. As três experiências mais importantes para o futuro trabalho de Bowlby e o desenvolvimento da teoria do apego foram seu trabalho com:
- Crianças delinquentes e mal-adaptadas.

- James Robertson (em 1952), ao fazer o documentário A Two-Year Old Goes to the Hospital, que foi um dos filmes sobre "crianças em breve separação".[carece de fontes?] O documentário ilustra o impacto da perda e o sofrimento vivenciado por crianças separadas de seus cuidadores primários. Este filme foi fundamental em uma campanha para alterar as restrições hospitalares quanto às visitas dos pais. Em 1952, quando ele e Robertson apresentaram seu filme A Two Year Old Goes to Hospital à British Psychoanalytical Society, os psicanalistas não aceitaram que uma criança lamentava ou sentia dor da separação, mas ao invés disto, eles viam a angústia da criança sendo causada por elementos de fantasias inconscientes (no filme, porque a mãe estava grávida).[2]

- Melanie Klein, durante seu treinamento psicanalítico. Ela era sua supervisora; entretanto, eles tinham visões diferentes sobre o papel da mãe no tratamento de um garoto de três anos de idade. Especificamente, Klein ressaltou o papel das fantasias da criança sobre sua mãe, mas Bowlby enfatizou o histórico atual do relacionamento. As considerações de Bowlby — de que crianças reagiam a eventos da vida real e não às fantasias inconscientes — eram rejeitadas por psicanalistas, e Bowlby foi efetivamente condenado ao ostracismo pela comunidade psicanalítica. Mais tarde, ele expressou a opinião de que o seu interesse em experiências e situações da vida real era "alienígena à perspectiva Kleiniana".[2]

## Privação materna
Em 1949, um trabalho recente de Bowlby sobre crianças delinquentes e sem afeto e os efeitos do cuidado hospitalizado e institucionalizado levaram-no a ser contratado para escrever um relatório sobre a saúde mental de crianças de rua na Europa pós-guerra para a Organização Mundial da Saúde. O resultado foi Cuidado Materno e Saúde Mental publicado em 1951.

## Desenvolvimento da teoria do apego
Bowlby explicou em seu trabalho Uma Base Segura de 1988 que os dados não eram, na época da publicação de Cuidado Materno e Saúde Mental, "acomodados por qualquer teoria então vigente e no breve tempo da minha contratação pela Organização Mundial da Saúde não havia possibilidade de desenvolver uma nova ". Ele, então, passou a descrever o desenvolvimento subsequente da teoria do apego. Porque estava insatisfeito com as teorias tradicionais, Bowlby buscou nova compreensão de campos como a biologia evolucionária, etologia, psicologia do desenvolvimento, ciência cognitiva a teoria dos sistemas de controle e apoiou-se em conceitos desses campos para formular a proposição inovadora de que os mecanismos subjancentes a um laço em um recém-nascido emergiam como um resultado da pressão evolutiva. "Bowlby percebeu que ele teve de desenvolver uma nova teoria de controle de motivação e comportamento, construída sobre a ciência mais avançada ao invés do desatualizado modelo energético psíquico defendido por Freud." Bowlby expressou sobre si mesmo como tendo feito bom uso das "deficiências dos dados e da falta de um teoria que vinculasse a declarada causa e efeito " em Cuidado Materno e Saúde Mental em sua última obra Apego e Perda, publicada em 1969.

## Biografia de Darwin
A última obra de Bowlby, publicada postumamente, é a biografia de Charles Darwin,
Em que discute a "misteriosa doença" de Darwin e se ela era psicossomática.